# St. Johnstone Football Club 2016-2017
Questa voce raccoglie le informazioni riguardanti il St. Johnstone Football Club nelle competizioni ufficiali della stagione 2016-2017.

## Rosa
| N. |                             | Ruolo | Calciatore                 |
| -- | --------------------------- | ----- | -------------------------- |
| 1  | Irlanda del Nord (bandiera) | P     | Alan Mannus                |
| 2  | Scozia (bandiera)           | D     | Dave Mackay                |
| 3  | Scozia (bandiera)           | D     | Tom Scobbie                |
| 4  | Scozia (bandiera)           | C     | Simon Lappin               |
| 6  | Scozia (bandiera)           | D     | Steven Anderson (capitano) |
| 7  | Scozia (bandiera)           | C     | Chris Millar               |
| 8  | Scozia (bandiera)           | C     | Murray Davidson            |
| 9  | Scozia (bandiera)           | A     | Steven MacLean             |
| 10 | Scozia (bandiera)           | A     | David Wotherspoon          |
| 11 | Scozia (bandiera)           | C     | Danny Swanson              |
| 12 | Scozia (bandiera)           | P     | Zander Clark               |
| 14 | Irlanda (bandiera)          | A     | Joe Shaughnessy            |
| 15 | Scozia (bandiera)           | D     | Brad McKay                 |
| 15 | Galles (bandiera)           | D     | Clive Smith                |
| 17 | Inghilterra (bandiera)      | C     | Michael Coulson            |

| N. |                             | Ruolo | Calciatore     |
| -- | --------------------------- | ----- | -------------- |
| 18 | Irlanda del Nord (bandiera) | C     | Paul Paton     |
| 19 | Scozia (bandiera)           | D     | Ricky Foster   |
| 20 | Irlanda del Nord (bandiera) | A     | Joe Gormley    |
| 22 | Scozia (bandiera)           | D     | Keith Watson   |
| 23 | Scozia (bandiera)           | D     | Liam Gordon    |
| 24 | Scozia (bandiera)           | D     | Brian Easton   |
| 25 | Scozia (bandiera)           | A     | Chris Kane     |
| 26 | Scozia (bandiera)           | C     | Liam Craig     |
| 27 | Scozia (bandiera)           | C     | Craig Thomson  |
| 28 | Scozia (bandiera)           | D     | Ally Gilchrist |
| 29 | Irlanda (bandiera)          | A     | Graham Cummins |
| 31 | Scozia (bandiera)           | A     | Greg Hurst     |
| 32 | Scozia (bandiera)           | C     | Connor McLaren |
| 33 | Scozia (bandiera)           | A     | George Hunter  |
| 39 | Scozia (bandiera)           | D     | Aaron Comrie   |